# Dessenheim
Dessenheim es una localidad y comuna francesa, situada en el departamento de Alto Rin, en la región  de Alsacia.

## Demografía
| 698 | 756 | 817 | 830 | 928 | 1050 |
| Para los censos de 1962 a 1999 la población legal corresponde a la población sin duplicidades (Fuente: INSEE [Consultar]) |     |     |     |     |      |

## Patrimonio artístico y cultural

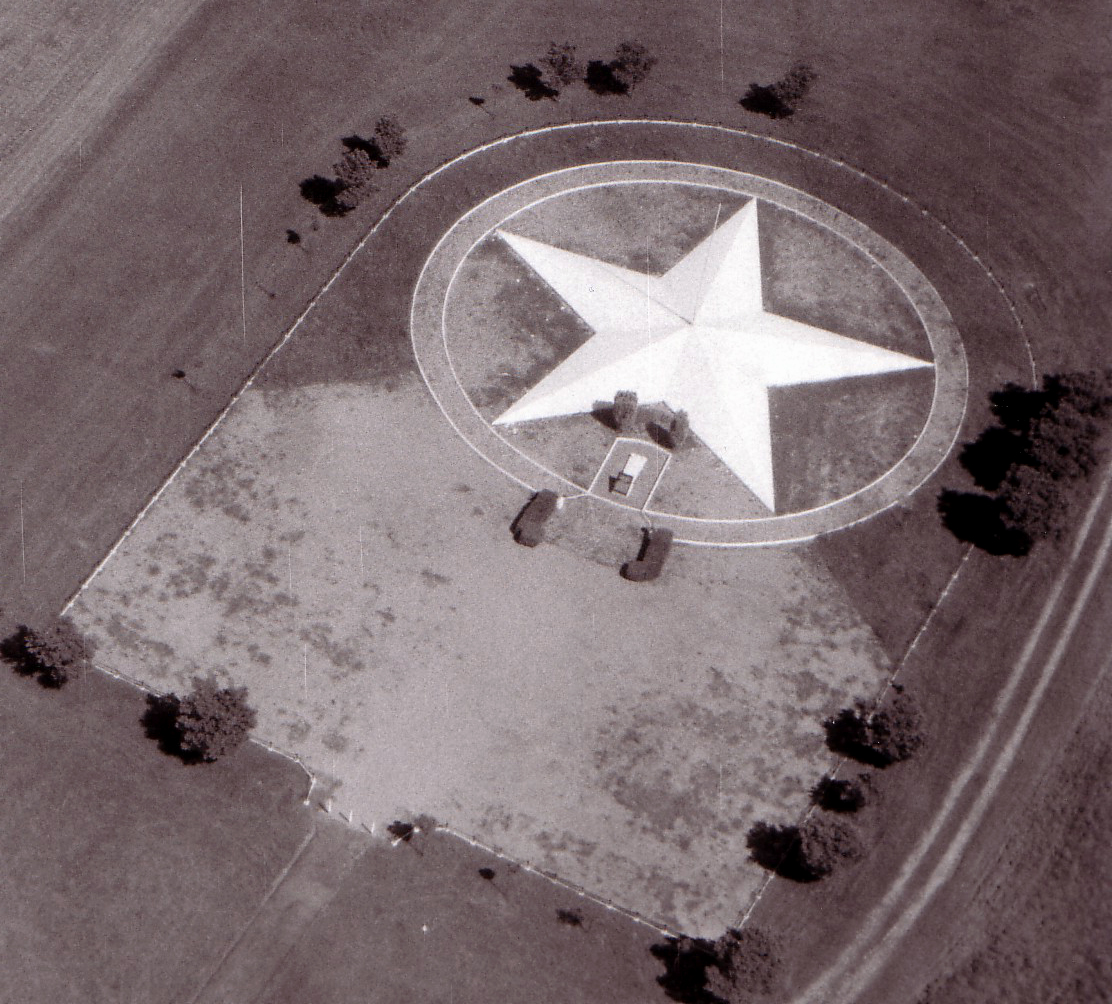
Vista aérea del monumento al comandante Marin la Meslée.

- Monumento a Edmond Marin la Meslée, piloto militar, as de la Segunda Guerra Mundial abatido el 4 de febrero de 1945 a bordo de un Republic P-47 Thunderbolt.

## Personajes célebres
- Edmond Marin la Meslée, (1912-1945)

## Localidades hermanadas
- Cocumont (Lot y Garona)